# 托波利 (庫皮揚斯克區)
50°1′0″N 37°55′0″E / 50.01667°N 37.91667°E
托波利（烏克蘭語：Тополі）是位於烏克蘭東部的村莊，由哈爾科夫州庫皮揚斯克區的德沃里奇纳市镇負責管轄。該村始建於1725年，面積1.27平方公里，海拔高度107米，2001年人口261，人口密度每平方公里205人。